# Mr. Chu (On Stage)
「Mr. Chu (On Stage)」（ミスター・チュウ（オン・ステージ））は、韓国の女性アイドルグループ・Apinkの日本での2枚目のシングル。2015年2月18日にユニバーサルミュージックジャパン
から発売された。

## 収録曲

### 初回生産限定盤A
CD
1. Mr. Chu (On Stage) -Japanese Ver.- [3:35]
作詞：Shoko Fujibayashi、作曲：Duble Sidekick・SEION、編曲：Glory Face
・アウトロの部分が原曲（韓国語）版よりも長くなっている。
2. HUSH -Japanese Ver.- [3:30]
作詞：HASEGAWA、作曲・編曲：Rado・HyuWoo
3. Mr. Chu (On Stage) (Instrumental) [3:35]
4. HUSH (Instrumental) [3:28]

DVD　収録内容
1. Mr. Chu (Music Video) [Dance feature ver.]

- Mr. Chu ミュージックコネクティングカード
- 『Mr. Chu特製カード 手渡し会参加券』または『Apink Specialプレゼント応募券』の内いずれか
- 特典：Apink Specialトートバッグ

### 初回生産限定盤B
CD
1. Mr. Chu (On Stage) -Japanese Ver.-
2. HUSH -Japanese Ver.-
3. Mr. Chu (On Stage) (Instrumental)
4. HUSH (Instrumental)

DVD　収録内容
1. Mr. Chu (Music Video)
2. Making of 「Mr. Chu Music Video」

- Mr. Chu ミュージックコネクティングカード
- 『Mr. Chu特製カード 手渡し会参加券』または『Apink Specialプレゼント応募券』の内いずれか

### 通常盤
1. Mr. Chu (On Stage) -Japanese Ver.-
2. HUSH -Japanese Ver.-
3. Mr. Chu (On Stage) (Instrumental)
4. HUSH (Instrumental)